# Lucky Day
A Lucky Day Nicola Roberts brit énekesnő dala. 2011. szeptember 18-án jelent meg a Polydor Records gondozásában a Cinderella’s Eyes második kislemezeként. A számot Roberts írta, producere a kanadai elektropop duó, a Dragonette volt. A Lucky Day egy tempós pop dal szintipop elemekkel; szövege egy fiúról szól, aki nem adja meg magát, illetve az életről és szerencséről. Roberts hangját Liza Minnelliéhez tartották hasonlónak, a felvételt David Guetta munkáival, illetve Katy Perry Last Friday Night (T.G.I.F.) című számával hasonlították össze.
A kritikusok tetszését elnyerte a felvétel, elsősorban Dragonette miatt, továbbá szerintük a debütáló kislemez után remek folytatás, pop elemei miatt. A brit és skót kislemezlista 40. helyezését érte el a szám. A dalhoz készült videóklipet Stephen Agnes rendezte. New York City utcáin készült a kisfilm, különleges effektek követik a klipben az énekesnő mozgását. Az időjárás nem kedvezett a forgatáshoz, de a kritikusok véleményei ezt nem tükrözik. Nicola öltözéke vegyes kritikákat váltott ki, illetve a kisfilm rövid terjedelme és egyszerűsége is megosztotta az értékelőket.

## Háttér

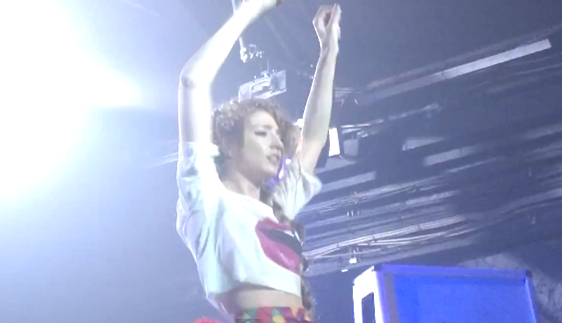
Roberts 2011-ben.

A Beat of My Drum nem túl sikeres eredményei után bejelentették, hogy a Lucky Day lesz a második kislemez Roberts Cinderella’s Eyes című albumáról, 2011. szeptember 18-án. Nicola honlapján mutatta be az új dalt, véleménye szerint „teljesen más, mint a Beat of My Drum,” hiszem fontos volt számáfy, hogy a Cinderella’s Eyeson minél több oldalát megmutassam. Roberts azért választotta a számot második kislemeznek, mert meg akarta mutatni, hogy „az album meglehetősen változatos”, és, habár a nyári időszak után érkezett, ő egy „nyári szám”-nak nevezte, és a kiadótól, médiától és rajongóktól is pozitív visszajelzéseket kapott.

## Írás és készítés
A dal producere a kanadai elektropop duó, a Dragonette volt, Martina Sorbarával. A duó az albumon az elsők között dolgozhatott Nicolával. Roberts az inspirációról is beszélt: „Amikor a Lucky Dayt írtam, rövid hajam volt, és nagyon szerettem a 40-es évek divatját. A 'woah woah woah woah' és 'ah ha' hangok ezt tükrözi.” Arról is beszélt, hogy 2011 elején, mikor már a dal produceri munkáihoz értek, dance-szerű felvételt akart, mivel ekkor éppen ezt szerette. A szám 2010 februárjában íródott, és a Dragonette volt az első, aki vele dolgozott: „Velük voltam, amíg szereztük a dalt, és ők voltak az elsők, akiket megkértem, hogy dolgozzanak a felvételen. Sokat tanultam tőlük. Igazán szeretnivaló emberek, keményen dolgoznak, és tehetségesek.”

## Zene és dalszöveg
A Lucky Day egy pop stílusú felvétel tempós ritmussal és szintpop elemekkel. A dalt rengetegen Katy Perry Last Friday Night (T.G.I.F.) számához, illetve David Guetta műveihez hasonlították. Robert Copsey (Digital Spy) szerint a dal a 60-as évek swing és kelet-londoni zenének elegye. Katherine St Asaph (Pop Dust) szerint tavaszias vibrato hangja van az énekesnőnek, csókolózós háttérhangok és friss háttérvokálok mellett. Roberts arról énekel, hogy szerelmes valakibe. Nicola blogján a dalt úgy kommentálta, mint ami egy olyan fiúról szól, aki nem úgy érez, mint partnere: „de a végén megszerzed, és ez lesz a szerencsenapod…” Roberts szerint a dal romantikus, aranyos és lányos. A White Lies együttes készített egy remixváltozatot a dalhoz. A 90-es évekre emlékeztető számot a house zene inspirálta.

## Fogadtatása
A dal a sajtótól, kritikusoktól és Girls Aloud rajongóktól egyaránt pozitív visszajelzéseket kapott: a „friss” és „erősebb, mint az eddigiek” is a vélemények között voltak. Peter Robinson kiemelte 'A nap dalá'-vá a Popjustice című weboldalon 2011. július 12-én, a dalt „csodálatos”-nak nevezve, valamint a Dragonette-l való közreműködést is dicsérte. A szerzemény Nicola YouTube csatornáján is pozitív értékeléseket kapott.

## Videóklip
2011 júliusában forgatták New Yorkban a videót, Stephen Agnes rendezésével. A videóban Nicola a város utcáin sétálgat, ahol alkalmanként 'kivilágítja az utcákat' hangjával, ruhái, cipője, és az épületek színei is változnak. Mivel nyilvános helyeken készültek a felvételek, nem játszhatták hangosan a dalt a forgatás közben, helyette Nicola egy, a hajába rejtett kisebb méretű fejhallgatóval hallhatta a számot. 2011. augusztus 12-én jelent meg, a videót vegyes értékelések illették. Peter Robinson a dalhoz hasonlóan a kisfilmet is dicsérte.

## Számlista és formátumok
| - CD kislemez 1. Lucky Day - 3:20 - 7" vinyl 1. Lucky Day - 3:20 2. Lucky Day (Ed Wilder Remix) - 4:00 - Maxi kislemez 1. Lucky Day – 3:20 2. Fix Me (Roberts, Tikovoi) - 3:07 3. Lucky Day (Digital Dog Electro Club Mix) - 6:13 4. Lucky Day (RAW Club Mix) - 6:42 | - Digitális letöltés 1. Lucky Day – 3:23 2. Lucky Day (Karaoke Version) – 3:20 3. Lucky Day (Digital Dog Electro Radio Mix) – 3:11 4. Fix Me – 3:07 5. Cinderella's Eyes Mini Mix (iTunes bónusz szám) - 4:18 - Digitális mashup kislemez 1. Lucky Day (Thriller Jill's 'Rhythm Is a Dancer' Mashup) – 3:11 2. Lucky Day (Thriller Jill's 'Rhythm Is a Dancer' Extended Maship) – 5:33 |

## Slágerlistás helyezések
2011. október 1-jén a brit és skót kislemezlista 40. helyezését érte el a kislemez.
| Slágerlista (2011) | Legjobb helyezés |
| ------------------ | ---------------- |
| Skót kislemezlista | 40               |
| Brit kislemezlista | 40               |

## Megjelenések
| Ország             | Dátum                | Formátum              | Kiadó               |
| ------------------ | -------------------- | --------------------- | ------------------- |
| Írország           | 2011. szeptember 16. | Digitális letöltés    | Fascination Records |
| Egyesült Királyság | 2011. szeptember 18. | Digitális letöltés    | Fascination Records |
| Egyesült Királyság | 2011. szeptember 19. | CD kislemez, 7" Vinyl | Fascination Records |

## Fordítás
Ez a szócikk részben vagy egészben  a   Lucky Day (song) című angol Wikipédia-szócikk fordításán alapul.  Az eredeti cikk szerkesztőit annak laptörténete sorolja fel. Ez a jelzés csupán a megfogalmazás eredetét és a szerzői jogokat jelzi, nem szolgál a cikkben szereplő információk forrásmegjelöléseként.